# Retter der Meere: Tödliche Strandung
Retter der Meere: Tödliche Strandung ist ein deutscher Fernsehfilm bei Das Erste von 2021.

## Handlung
An der Küste von Mauritius ist ein junger Wal gestrandet. Das internationale Team der Global Ocean Foundation untersucht den Fall und kann Giftmüll-Entsorgung vor der Küste feststellen. Nach einer näheren Untersuchung können sie ein geschädigtes Gehör am Wal-Kadaver feststellen. Die Mitarbeiter stellen Dynamitfischerei fest und mit einem Trick verschaffen sie sich Zugang zum Boot der illegalen Fischerei-Bande. Sie können die Akteure dingfest machen und können nach einer Spendengala Geld für eine neue Meeresschutzzone sammeln.

## Kritik
„Nils-Morten Osburg (Buch), Sven Fehrensen (Regie) und Namche Okon (Bildgestaltung) ist eine gelungene Mischung aus Krimi, Thriller und Drama mit zum Teil spektakulären Bildern gelungen. Dank der dokumentarischen Aufnahmen und überzeugender visueller Effekte wirkt ‚Tödliche Strandung‘ zudem sehr aufwändig.“